# Европейский маршрут E661
Европейский маршрут E661 — европейский автомобильный маршрут от Балатонкерестура, Венгрия, до Зеницы, Босния и Герцеговина, общей длиной 449 км. Трасса соединяет озеро Балатон с центральной Боснией.

## Описание
Маршрут начинается от автомагистрали М7 в Венгрии, пересекает медье Шомодь и доходит до венгерско-хорватской пограничной реки Драва недалеко от Барча. Далее по территории Хорватии продолжается до Вировитицы. На следующем участке до Дарувара пересекает Е70 в Окучани. После Дорувара следует к границе с Боснией, которую пересекает между городами Стара-Градишка (Хорватия) и Градишка (Босния и Герцеговина). Далее продолжается по территории Республики Сербской и её столицу Баня-Луку, затем с северо-запада через Яйце входит в Федерацию Боснии и Герцеговины. В Дони-Вакуфе поворачивает на восток, проходит через Травник и пересекает долину Лашвы. К югу от Зеницы заканчивается присоединением к E73.

## Маршрут
E 661 проходит через следующие города:
- Венгрия
  - Трасса 68: Балатонкерестур[англ.] — Надьятад — Барч
- Хорватия
  - Национальная дорога D5: Терезино Поле — Вировитица — Грубишно-Полье — Дарувар — Пакрац — Липик — Окучани — Стара-Градишка
- Босния и Герцеговина
  - Трасса 16: Градишка — Баня-Лука — Яйце — Доньи-Вакуф
  - Трасса 5: Доньи-Вакуф — Травник — Зеница